# Меттью Сентровіц
Меттью Сентровіц (англ. Matthew Centrowitz, нар. 18 жовтня 1989, Меріленд, США) — американський легкоатлет, що спеціалізується на бігу на 1500 метрів, олімпійський чемпіон 2016 року.

## Кар'єра
| Рік  | Чемпіонат                    | Місце проведення         | Місце | Результат |
| ---- | ---------------------------- | ------------------------ | ----- | --------- |
| 2011 | Чемпіонат світу              | Тегу, Південна Корея     | 3     | 3:36.08   |
| 2012 | Чемпіонат світу в приміщенні | Стамбул, Туреччина       | 7     | 3:47.42   |
| 2012 | Олімпійські ігри             | Лондон, Велика Британія  | 4     | 3:35.17   |
| 2013 | Чемпіонат світу              | Москва, Росія            | 2     | 3:36.78   |
| 2015 | Чемпіонат світу              | Пекін, Китай             | 8     | 3:36.13   |
| 2016 | Чемпіонат світу в приміщенні | Портленд, США            | 1     | 3:44.22   |
| 2016 | Олімпійські ігри             | Ріо-де-Жанейро, Бразилія | 1     | 3:50.00   |